# 尤里卡鎮區 (堪薩斯州金曼縣)
尤里卡鎮區（英語：Eureka Township）為美國堪薩斯州金曼縣轄下的鎮區。2010年美国人口普查中此鎮區人口有98人。

## 地理
尤里卡鎮區涵蓋總面積為93.6平方（36.12平方英里），其中陸地面積為92.9平方（35.88平方英里），水域面積為0.62平方（0.24平方英里）或0.66%。海拔高度524（1,719英尺）。

## 人口統計
根據2010年美國人口普查，尤里卡鎮區人口有98人，其中男性有46人，女性有52人，人口密度為每平方公里1.05人，住房計64戶。鎮區內的白人有96人，非裔美國人有0人，美洲原住民有0人，亞裔美國人有1人，太平洋島裔美國人有0人，其他種族有0人，混血種族則有1人。此外鎮區內有0人為西班牙裔或拉丁裔美國人。此鎮區之年齡中位數為53.3歲，而男性年齡中位數為53.0歲，女性年齡中位數為53.7歲。

## 交通

### 主要公路
- 400號美國國道